# 의성 고운사 삼층석탑
의성 고운사 삼층석탑(義城 孤雲寺 三層石塔)은 대한민국 경상북도 의성군 단촌면, 고운사에 있는 통일신라시대의 삼층석탑이다. 1985년 8월 5일 경상북도의 문화재자료 제28호로 지정되었다.

## 같이 보기
- 삼층석탑

## 참고 자료
- 고운사삼층석탑 - 국가유산청 국가유산포털